# Sint-Christoffelkerk (Londerzeel)

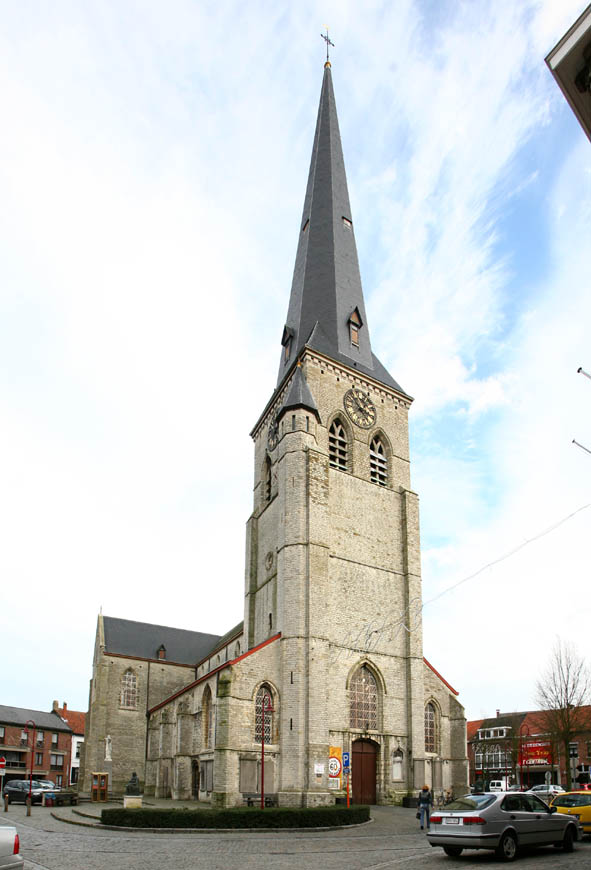
Sint-Christoffelkerk

De Sint-Christoffelkerk is de parochiekerk van de Vlaams-Brabantse plaats Londerzeel, gelegen aan Markt 33.

## Geschiedenis
Deze kerk werd gesticht nabij de burcht van Londerzeel. Vanaf de 12e eeuw berustte het patronaatsrecht van deze kerk bij de Abdij van Affligem. De oudste delen van de huidige kerk stammen uit de 13e eeuw. Vooral in de 16e eeuw vonden ingrijpende wijzigingen plaats. In 1730 en 1855 werd de bovenbouw van de toren geteisterd door brand. De zeer hoge ingesnoerde naaldspits is van 1898.

## Gebouw
Het betreft een in zandsteen gebouwde kruisbasiliek met ingebouwde westtoren en vijfzijdig afgesloten koor. Het westportaal is in laatgotische stijl.

## Interieur
De kerk heeft een 18e-eeuws Sint-Christoffelbeeld. De preekstoel en een biechtstoel zijn in barokstijl (2e helft 17e eeuw). Ook zijn er enkele biechtstoelen in régencestijl (midden 18e eeuw). De lambrisering en het doksaal zijn in Lodewijk XVI-stijl (4e kwart 18e eeuw). Verder bevat de kerk vooral neogotisch meubilair.